# Model všeobecné cirkulace

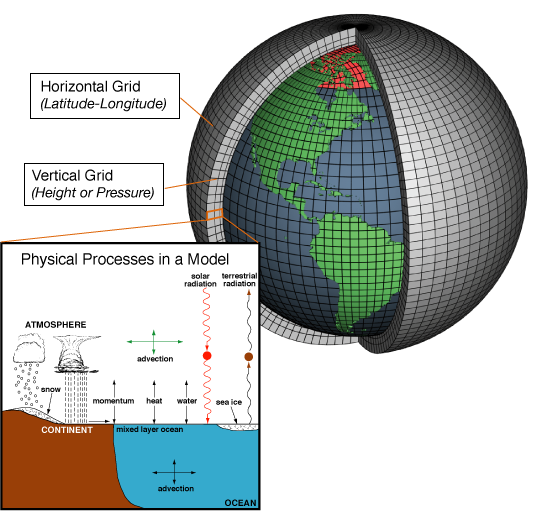
Klimatické modely jsou systémy diferenciálních rovnic založených na základních zákonech fyziky, proudění kapalin a chemie. Pro modelování rozdělují vědci planetu do trojrozměrné mřížky, používají základní rovnice a vyhodnocují výsledky. Atmosférické modely počítají větry, přenos tepla, záření, relativní vlhkost a hydrologii povrchu v rámci každého bodu mřížky a hodnotí interakce se sousedními body.

Model všeobecné cirkulace (GCM) je typ klimatického modelu. Využívá matematický model obecné cirkulace planetární atmosféry nebo oceánu. Používá Navierovy–Stokesovy rovnice na rotující kouli s termodynamickými proměnnými pro různé zdroje energie (záření, skupenské teplo). Tyto rovnice jsou základem počítačových programů používaných k simulaci zemské atmosféry nebo oceánů. Klíčovými složkami jsou atmosférické (AGCM) a oceánské modely (OGCM) se započtením mořského ledu a zemského povrchu.
GCM a globální klimatické modely se používají pro předpověď počasí, porozumění podnebí a předpovídání změn klimatu .
Verze navržené pro modelování klimatu na desítky až stovky let původně vytvořili Syukuro Manabe a Kirk Bryan v Geophysical Fluid Dynamics Laboratory (GFDL) v Princetonu v New Jersey. Tyto modely byly založeny na integraci různých rovnicích fluidní dynamiky, chemie a někdy i biologie.

## Terminologie
Zkratka GCM původně používala pro Model všeobecné cirkulace (General Circulation Model). Stejná zkratka se začala používat také pro Globální klimatický model (Global Climate Model). I když se nejedná o totéž, modely všeobecné cirkulace jsou obvykle nástroji používanými pro modelování klimatu, a proto se tyto dva termíny někdy používají zaměnitelně. Pojem „globální klimatický model“ je však nejednoznačný a může se vztahovat na integrovaný rámec, který zahrnuje více složek, včetně modelu všeobecné cirkulace, nebo se může odkazovat na obecnou třídu klimatických modelů, které používají různé prostředky k matematickému znázornění klimatu.

## Historie
V roce 1956 vyvinul Norman Phillips matematický model, který mohl realisticky znázorňovat měsíční a sezónní změny v troposféře. Stal se prvním úspěšným klimatickým modelem. Po Phillipsově práci začalo několik skupin vytvářet GCM. První model, který kombinoval oceánské a atmosférické procesy byl vyvinut na konci 60. let v Geophysical Fluid Dynamics Laboratory NOAA. Počátkem 80. let vyvinulo Národní středisko pro výzkum atmosféry USA Komunitární atmosférický model (Community Atmosphere Model – CAM); tento model byl neustále vylepšován. V roce 1996 se začaly snažit modelovat typy půdy a vegetace. Později model HadCM3 vytvořený v Hadleyově centru pro předpověď a výzkum klimatu spojil prvky oceánské atmosféry. V polovině 80. let byla doplněna role gravitačních vln. Gravitační vlny jsou třeba pro přesnou simulaci cirkulace v regionálním a globálním měřítku.

## Atmosférické a oceánské modely
Atmosférické (AGCM) a oceánské GCM (OGCM) mohou být propojeny tak, aby vytvořily propojený model všeobecné cirkulace atmosféry a oceánů (CGCM nebo AOGCM). Přidáním submodelů, jako je například model mořského ledu nebo model evapotranspirace nad zemí, se AOGCM stávají základem pro úplný model klimatu.

## Struktura
Trojrozměrné (přesněji čtyřrozměrné) modely GCM využívají pro diskrétní rovnice pro pohyb tekutin a integrují je v čase. Obsahují parametrizace procesů, jako je konvekce, které probíhají v příliš malém měřítku, takže je nejde vyřešit přímo.
Jednoduchý model všeobecné cirkulace (SGCM) sestává z dynamického jádra, které spojuje vlastnosti, jako je teplota, s ostatními, jako je tlak a rychlost. Příkladem jsou programy, které řeší základní rovnice, dané vstupní energií a disipací energie ve formě tření závislé na měřítku, takže atmosférické vlny s nejvyššími vlnovými délkami jsou oslabovány nejvíce. Takové modely lze použít ke studiu atmosférických procesů, ale nejsou vhodné pro klimatické projekce.
Atmosférické GCM (AGCM) modelují atmosféru (a obvykle také obsahují model povrchu pevniny) s využitím povrchové teploty moře (SST). Mohou zahrnovat i atmosférickou chemii.
AGCM se skládají z dynamického jádra, které integruje rovnice pohybu tekutin, obvykle pro:
- povrchový tlak
- horizontální složky rychlosti ve vrstvách
- teplotu a vodní páry ve vrstvách
- záření, rozdělené na sluneční/krátkovlnné a pozemní/infračervené/dlouhovlnné
- parametry pro:
  - proudění
  - procesy na pevnině
  - albedo
  - hydrologii
  - oblačnost

GCM obsahuje prognostické rovnice, které jsou funkcí času (obvykle vítr, teplota, vlhkost a povrchový tlak), spolu s diagnostickými rovnicemi, které se od nich vyhodnocují pro konkrétní časové období. Jako příklad lze uvést, že tlak v jakékoli výšce může být diagnostikován použitím hydrostatické rovnice na stanovený tlak na povrchu tlak a předpokládané hodnoty teploty mezi povrchem a požadovanou výškou. Tlak se používá k výpočtu síly tlakového gradientu v časově závislé rovnici pro větry.
OGCMs modelují oceán (se zahrnutím toků z atmosféry) a mohou obsahovat model mořského ledu. Například standardní rozlišení HadOM3 je 1,25 stupně zeměpisné šířky a délky s 20 svislými úrovněmi, což vede k přibližně 1 500 000 proměnným.
Modely AOGCM (např. HadCM3, GFDL CM2.X) kombinují dva dílčí modely. Odstraňují potřebu specifikovat toky přes rozhraní hladiny oceánu. Tyto modely jsou základem pro modelové předpovědi klimatu, o nichž se diskutuje v IPCC. AOGCM internalizuje co nejvíce procesů. Byly použity k poskytování předpovědí na regionální úrovni. Zatímco jednodušší modely jsou obecně citlivé na analýzu a jejich výsledky jsou snáze pochopitelné, AOGCM mohou být analyzovány téměř stejně obtížně jako samotné klima.

### Mřížka
Rovnice proudění pro AGCM se dělí na diskrétní použití metoda konečných diferencí nebo spektrální metody. Pro konečné diference je na atmosféru aplikována mřížka. Nejjednodušší mřížka používá konstantní úhlové rozmístění mřížky (tj. mřížka šířka/délka). Častěji se však používají pravoúhlé sítě (např. ikosahedrální) a sítě s proměnlivým rozlišením. Model LMDz může být uspořádán tak, aby poskytoval vysoké rozlišení v jakékoli dané části planety. HadGEM1 (a další oceánské modely) používají oceánskou mřížku s vyšším rozlišením v tropech, aby pomohly vysvětlit procesy, o nichž se předpokládá, že jsou důležité pro jižní oscilaci El Niño (ENSO). Spektrální modely obecně používají gaussovu mřížku kvůli matematice transformace mezi spektrálním a bodovým prostorem mřížky. Typické rozlišení AGCM je mezi 1 a 5 stupni zeměpisné šířky nebo délky: HadCM3 například používá 3,75 zeměpisné šířky a 2,5 stupně zeměpisné šířky, což dává mřížku 96 o 73 bodů (96 x 72 pro některé proměnné); a má 19 svislých úrovní. Výsledkem je přibližně 500 000 „základních“ proměnných, protože každý bod mřížky má čtyři proměnné (u, v, T, Q ), i když plný počet by jich definoval ještě více (mraky; úrovně půdy). HadGEM1 používá mřížku 1,875 stupně na délku a 1,25 na šířku v atmosféře; HiGEM, varianta s vysokým rozlišením, používá 1,25 x 0,83 stupně. Tato rozlišení jsou nižší, než se obvykle používá pro předpovědi počasí. Rozlišení oceánu bývají vyšší, například HadCM3 má v horizontální rovině 6 bodů oceánské mřížky na atmosférický bod mřížky.
U standardního modelu konečných diferencí se uniformní mřížky sbíhají směrem k pólům. To by vedlo k nestabilitám výpočtů (viz podmínka CFL), a proto musí být proměnné modelu filtrovány podél linií zeměpisné šířky blízko pólů. Také oceánské modely trpí tímto problémem, pokud není použita rotovaná mřížka, ve které je severní pól posunut na nedalekou pevninu. Spektrální modely tímto problémem netrpí. Některé experimenty používají geodetické sítě a ikosahedrální sítě, které (tím, že jsou více unifikované) nemají problémy u pólů. Jiným přístupem k řešení problému rozestupu mřížky je deformace kartézské krychle tak, že pokrývá povrch koule.

### Pufrování toku
Některé rané verze AOGCM vyžadovaly ad hoc proces „korekci toku“ k dosažení stabilního klimatu. Vyplývalo to z odděleně připravených oceánských a atmosférických modelů, z nichž každý používal implicitní tok z jedné složky do druhé, jiný než by tato složka mohla produkovat. Takový model neodpovídal pozorování. Pokud by však toky byly „opraveny“, mohly by být faktory, které vedly k těmto nerealistickým tokům, nerozpoznané, což by mohlo ovlivnit citlivost modelu. Proto je většina modelů používaných v aktuálním kole zpráv IPCC nepoužívá. Vylepšení modelu, která nyní činí korekce toku zbytečnou, zahrnují zlepšenou fyziku oceánu, vylepšené rozlišení v atmosféře i oceánu a fyzikálně konzistentní propojení mezi atmosférou a oceánskými submodely. Vylepšené modely nyní udržují stabilní, simulace povrchového klimatu pro několik století, které jsou považovány za dostatečně kvalitní, aby umožňovaly jejich použití pro klimatické projekce.

### Proudění
Proudění vlhkého vzduchu uvolňuje latentní teplo a je důležité pro energetický rozpočet Země. Proudění se vyskytuje v příliš malém měřítku, aby bylo možné jej vyřešit pomocí klimatických modelů, a proto se musí řešit pomocí parametrů. To se stalo od 50. let. Akio Arakawa tomu věnoval mnoho úsilí ve svých raných pracích a varianty jeho schématu jsou dosud používány, ačkoli je nyní k dispozici mnoho různých schémat. Mraky jsou také typicky zpracovávány jako parametr, pro podobně malé měřítko. Omezené porozumění mrakům omezilo úspěch této strategie, ale ne kvůli nějakému inherentnímu nedostatku této metody.

### Software
Většina modelů zahrnuje software pro diagnostiku širokého spektra proměnných pro srovnání s pozorováním nebo pro studium atmosférických procesů. Příkladem je teplota ve 2 metrech, což je standardní výška pro pozorování teploty vzduchu na povrchu. Tato teplota není přímo předpovídána z modelu, ale je odvozena z povrchových a teplot nejnižší vrstvy. K vytváření grafů a animací se používá jiný software.

## Projekce
Spojené AOGCM používají simulace přechodného klimatu pro projektování/předpovídání klimatických změn v různých scénářích. Mohou to být idealizované scénáře (nejčastěji emise CO2 rostoucí o 1 %/rok) nebo na základě nedávné historie (obvykle scénáře „IS92a“ nebo nověji scénáře SRES). Které scénáře jsou nejrealističtější, zůstávají nejisté.
Třetí hodnotící zpráva IPCC z roku 2001, obr. 9.3,ukazuje globální průměrnou reakci 19 různých spřažených modelů na idealizovaný experiment, při kterém se emise zvyšovaly ročně o 1 %. Obrázek 9.5 ukazuje reakci menšího počtu modelů na novější trendy. U zde uvedených 7 klimatických modelů se změna teploty na 2100 mění od 2 do 4,5 °C se střední hodnotou přibližně 3 °C.
Budoucí scénáře nezahrnují neznámé události – například sopečné erupce nebo změny v solárním působení. Předpokládá se, že tyto účinky jsou ve srovnání se skleníkovými plyny (GHG) v dlouhodobém horizontu malé, ale například velké sopečné erupce mohou mít významný dočasný chladicí účinek.
Emise antropogenních skleníkových plynů jsou vstupem modelu, ačkoli je možné zahrnout i ekonomický/technologický submodel, který je také poskytne. Koncentrace skleníkových plynů v atmosféře jsou obvykle dodávány jako vstup, ačkoli je možné zahrnout model uhlíkového cyklu, který odráží vegetaci a oceánské procesy pro výpočet takových hladin.

### Emisní scénáře

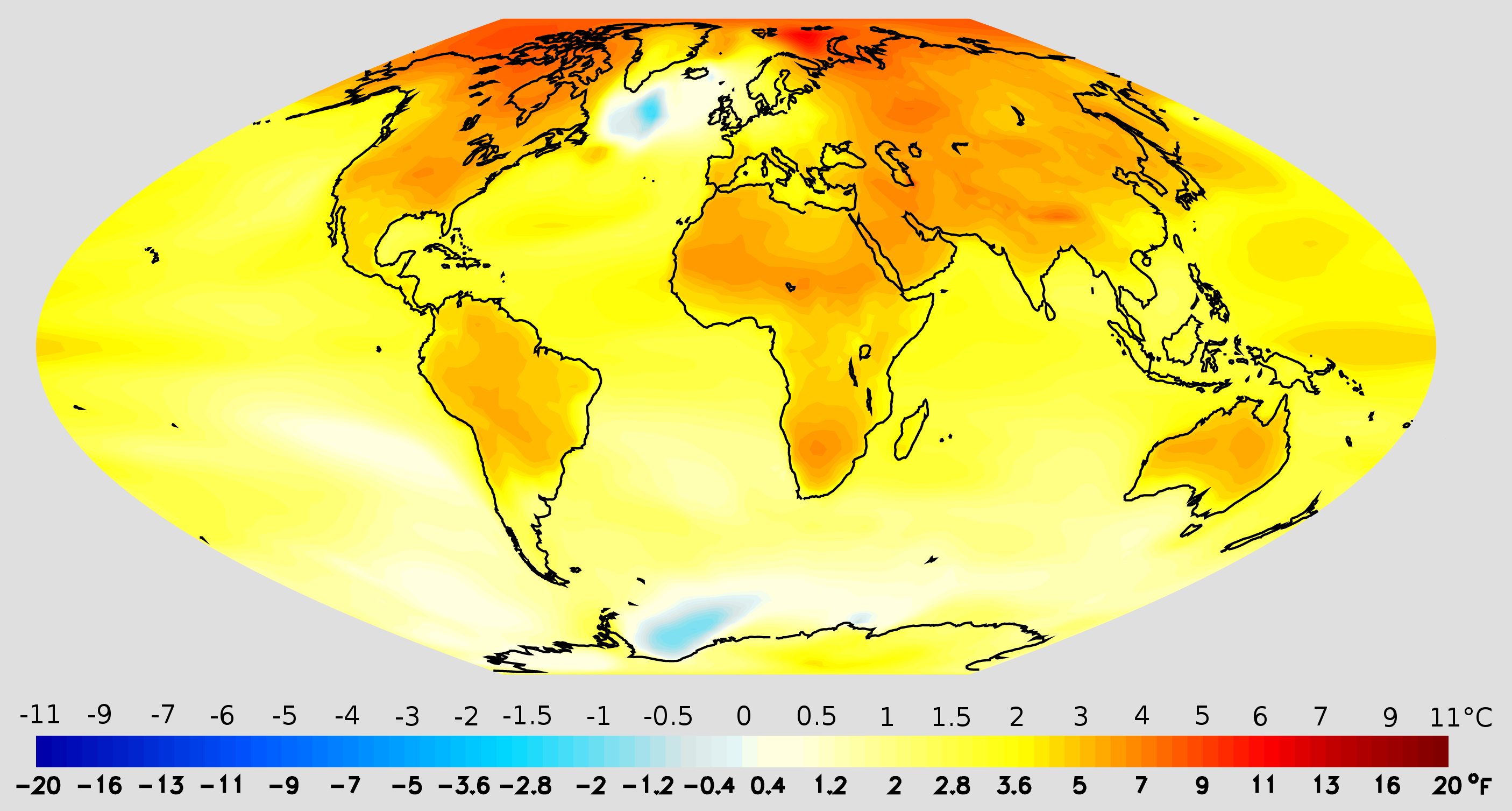
Předpokládaná změna průměrné roční teploty povrchového vzduchu od konce 20. století do poloviny 21. století na základě emisního scénáře SRES A1B (autorství: NOAA Geophysical Fluid Dynamics Laboratory).

Pro šest scénářů SRES poskytl IPCC (2007: 7–8) „nejlepší odhad“ globálního průměrného zvýšení teploty (2090–2099 vzhledem k období 1980–1999) od 1,8 °C do 4,0 °C. Ve stejném časovém období byl pro tyto scénáře „pravděpodobný“ rozsah (pravděpodobnost vyšší než 66 %, na základě odborného úsudku) zvýšení globální průměrné teploty o 1,1 až 6,4 °C.
V roce 2008 byla provedla studie klimatické projekce pomocí několika emisních scénářů. Ve scénáři, kdy se globální emise začnou snižovat do roku 2010 a poté klesají trvale o 3 % ročně, se předpokládalo pravděpodobné zvýšení průměrné globální teploty na 1,7 °C nad předindustriální úroveň do roku 2050, stoupající na přibližně 2 °C do roku 2100. V projekci, která má simulovat budoucnost, kde není vynaloženo žádné úsilí na snížení globálních emisí, byl předpokládán pravděpodobný nárůst průměrné globální teploty na 5,5 °C do roku 2100 a nebyl vyloučen ani vzestup až o 7 °C.
Další scénář bez redukcí měl za následek střední oteplování nad pevninou (2090–99 v porovnání s obdobím 1980–99) o 5,1 °C. Při stejném emisním scénáři, ale s jiným modelem, bylo předpokládané střední oteplování 4,1 °C.

### Přesnost modelů

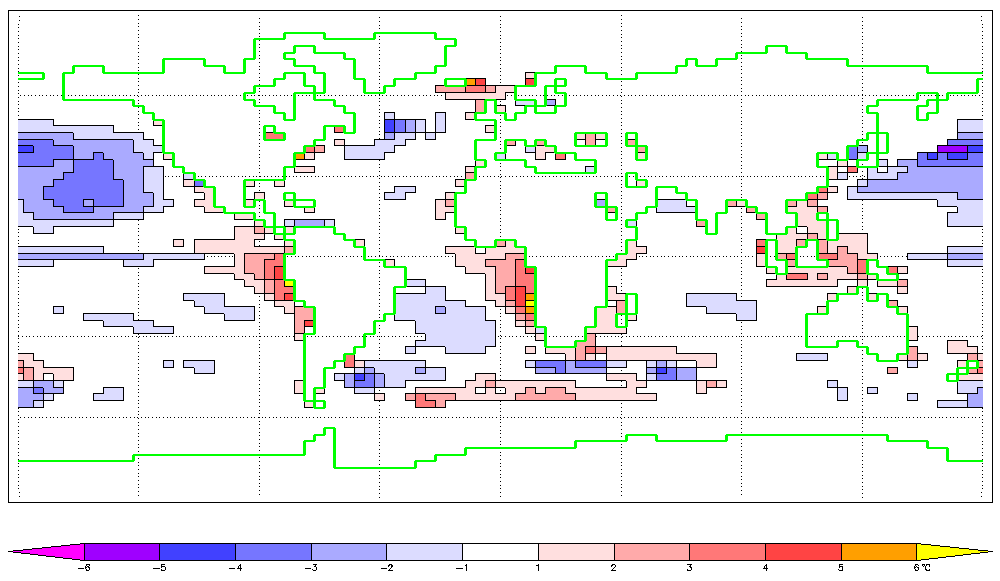
Chyby SST v HadCM3

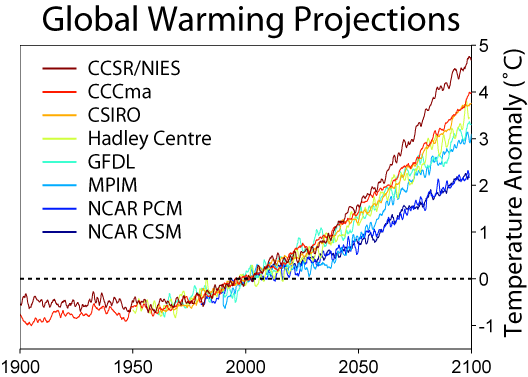
Předpovědi teploty u některých klimatických modelů za předpokladu emisního scénáře SRES A2

AOGCM internalizují všechny procesy, které jsou dostatečně pochopeny. Jsou však stále ve vývoji a přetrvávají značné nejistoty. Mohou být spojeny s modely jiných procesů v modelech Země, jako je uhlíkový cyklus, aby se zlepšily zpětné vazby modelu. Nejnovější simulace ukazují „věrohodnou“ shodu s naměřenými teplotními anomáliemi za posledních 150 let, když jsou způsobovány pozorovanými změnami ve skleníkových plynech a aerosolech. Shoda se zlepšuje zahrnutím jak přírodních, tak antropogenních sil.
I nedokonalé modely mohou přinést užitečné výsledky. GCM jsou schopny reprodukovat obecné rysy pozorované globální teploty v minulém století.
Debata o tom, jak sladit předpovědi klimatických modelů, podle nichž by mělo být oteplování horního vrstev vzduchu (troposférické) větší než pozorované oteplování na povrchu, z nichž některé se zdály ukázat opak, bylo po revizi dat vysvětleno ve prospěch modelů. 
Působení mraků je v klimatických modelech významnou oblastí nejistoty. Mraky mají na klima protichůdné účinky. Ochlazují povrch odrazem slunečního světla do vesmíru; zahřívají ho zvýšením množství infračerveného záření přenášeného z atmosféry na povrch. Ve zprávě IPCC z roku 2001 byly možné změny v oblačnosti zdůrazněny jako hlavní nejistota při předpovídání klimatu.
Klimatologové na celém světě používají klimatické modely k pochopení klimatického systému. Byly publikovány tisíce článků o studiích založených na modelech. Součástí tohoto výzkumu je také zdokonalování modelů.
V roce 2000 bylo provedeno srovnání mezi měřeními a desítkami GCM simulací tropických srážek, vodní páry, teploty a odcházejícího dlouhého vlnového záření ovlivněných El Niño a byla konstatována relativní shoda mezi měřeními a simulací většiny faktorů. Simulovaná změna srážek však byla asi o čtvrtinu menší než ta, která byla naměřena. Chyby v simulovaných srážkách znamenají chyby v dalších procesech, jako jsou chyby v rychlosti odpařování, které poskytují vlhkost k vytvoření srážek. Druhou možností je, že satelitní měření jsou chybná. V každém případě tyto nejistoty naznačují, že je zapotřebí další pokrok, aby bylo možné tyto změny sledovat a předpovídat.
Přesná velikost budoucích změn klimatu je stále nejistá; na konci 21. století (2071 až 2100) je u scénáře SRES A2 změna globální průměrné hodnoty SAT z AOGCM ve srovnání s lety 1961 až 1990 +3,0 °C a rozsah je +1,3 až +4,5 °C .
Pátá hodnotící zpráva IPCC uvedla, že „je velmi vysoká důvěra v to, že modely reprodukují obecné rysy celosvětového ročního průměrného zvýšení povrchové teploty v historickém období“. Zpráva však také zjistila, že míra oteplování v období 1998–2012 byla nižší než ta, která byla předpovězena u 111 ze 114 klimatických modelů typu.

## Vztah k předpovědi počasí
Globální klimatické modely používané pro klimatické projekce mají strukturu podobnou (a často sdílejí stejný počítačový kód) s numerickými modely pro předpověď počasí, nicméně jsou logicky odlišné.
Většina předpovědí počasí se provádí na základě interpretace výsledků numerického modelu. Protože prognózy jsou krátkodobé – obvykle na několik dní nebo týden – takové modely obvykle neobsahují oceánský model, ale spoléhají na uložené SST. Vyžadují také přesné počáteční podmínky pro zahájení prognózy – obvykle jsou převzaty z výstupu předchozí prognózy, sloučené s pozorováním. Předpovědi musí hotové během několika hodin; ale protože pokrývají pouze jeden týden, modely lze provozovat ve vyšším rozlišení než v klimatickém režimu. Model ECMWF běží v rozlišení 9 km oproti rozlišení 100 krát 200 km používaném v typických bězích klimatických modelů. Lokální modely jsou často spouštěny pomocí globálních výsledků modelu pro okrajové podmínky, aby bylo dosaženo vyššího lokálního rozlišení: například Met Office provozuje model s rozlišením 11 km vztahující se na Spojené království a různé agentury v USA používají modely, jako jsou modely NGM a NAM. Stejně jako většina globálních numerických modelů předpovědi počasí, jako je GFS, jsou globální modely klimatu často spektrálními modely namísto gridových modelů. Spektrální modely se často používají pro globální modely, protože některé výpočty v modelování lze provádět rychleji, čímž se zkracují doby výpočtu.

## Výpočty
Klimatické modely používají kvantitativní metody k simulaci interakcí atmosféry, oceánů, zemského povrchu a ledu.
Všechny klimatické modely berou v úvahu příchozí energii jako krátkovlnné elektromagnetické záření, hlavně viditelné a krátkovlnné (blízké) infračervené záření, jakož i odcházející energii jako dlouhovlnné (vzdálené) infračervené elektromagnetické záření ze Země. Jakákoli nerovnováha má za následek změnu teploty .
Nejvíce diskutované modely posledních vztahují teplotu k emisím skleníkových plynů. Tyto modely předpokládají vzestupný trend instrumentálních záznamů teploty, jakož i rychlejší zvýšení teploty ve vyšších nadmořských výškách.
Tří- (nebo přesněji čtyř-, protože se také bere v úvahu čas) dimenzionální GCM diskretizuje rovnice pro pohyb tekutin a přenos energie a integruje je v průběhu času. Obsahují také parametrizace procesů, jako je konvekce, ke které dochází na příliš malých stupních, které nelze přímo vyřešit.
Atmosférické GCM (AGCM) modelují atmosféru a ukládají povrchové teploty moře jako okrajové podmínky. Spojené modely atmosféra-oceán GCM (AOGCMs, např. HadCM3, EdGCM, GFDL CM2.X, ARPEGE-Climat) spojují dva modely.
Modely se liší ve své složitosti:
- Jednoduchý model přenosu sálavého tepla považuje Zemi za jediný bod a průměruje výstupní energii
- To lze rozšířit vertikálně (radiačně-konvektivní modely) nebo horizontálně
- A konečně, propojené modely klimatu atmosféra–oceán–mořský led rozlišují a řeší úplné rovnice pro přenos hmoty a energie a výměnu záření.
- Box-modely upravují toky napříč a uvnitř oceánských pánví.

Je možné připojit i další submodely, jako například využívání půdy, což vědcům umožňuje předpovídat interakci mezi podnebím a ekosystémy.

## Porovnání s jinými klimatickými modely

### Modely systémů Země střední složitosti (EMIC)
Model Climber-3 používá 2,5rozměrný statisticko-dynamický model s rozlišením 7,5° × 22,5° a časovým krokem 1/2 denně. Oceánský submodel je MOM-3 (Modulární oceánský model) s mřížkou 3,75° × 3,75° a 24 svislými úrovněmi.

### Radiačně-konvektivní modely (RCM)
Pro ověření základních klimatických předpokladů v 80. a 90. letech byly použity jednorozměrné, radiačně konvektivní modely.

### Modely systémů Země
GCM mohou tvořit součást modelů systémů Země, např. propojením modelů ledových vrstev pro dynamiku Grónských a Antarktických ledových ploch a jednoho nebo více chemických transportních modelů (CTM) pro chemické látky důležité pro klima. Model transportu chemie uhlíku tedy může GCM umožnit lépe předpovídat antropogenní změny v koncentracích oxidu uhličitého. Tento přístup navíc umožňuje započítat zpětnou vazbu mezi systémy: např. chemicko-klimatické modely umožňují studovat účinky změny klimatu na ozonovou díru.